# Xu Yuanyuan
Xu Yuanyuan, chiń. 许婳婳 (ur. 8 marca 1981) – chińska szachistka, arcymistrzyni od 2003 roku.

## Kariera szachowa
W latach 1995–2001 wielokrotnie reprezentowała Chiny na mistrzostwach świata juniorek w różnych kategoriach wiekowych, dwukrotnie zdobywając złote medale, w latach 1997 (Erywań, do 16 lat) oraz 2000 (Erywań, do 20 lat). W 2001 zajęła III m. (za Xu Yuhua i Wang Pin) w turnieju strefowym i zdobyła awans do rozegranego w Moskwie pucharowego turnieju o mistrzostwo świata. W I rundzie tego turnieju pokonała Sulennis Piñę Vegę, ale w drugiej przegrała z Dagnė Čiukšytė i odpadła z dalszej rywalizacji. W 2002 zajęła II m. (za Zigurdsem Lanką) w otwartym turnieju w Groningen. W 2003 podzieliła dz. IV-V m. w Kalkucie (mistrzostwa Azji, za Humpy Koneru, Hoàng Thanh Trang i Hariką Dronavalli, wspólnie z Shen Yang i Lê Kiều Thiên Kim) oraz odniosła dwa znaczące sukcesy: w Shanwei zdobyła tytuł indywidualnej mistrzyni Chin, a w Chongqingu zwyciężyła w kolejnym turnieju strefowym, dzięki czemu w następnym roku po raz drugi w karierze wystartowała w turnieju o mistrzostwo świata, rozegranym w Eliście. Występ ten był jednak mniej udany niż poprzedni, bowiem już w I rundzie została wyeliminowana przez Tetianę Wasylewycz. W 2004 podzieliła również III m. (za Wang Pin i Qin Kanying) w finale mistrzostw Chin w Lanzhou, a w kolejnych mistrzostwach (Hefei, 2005) podzieliła IV miejsce. W tym okresie była klasyfikowana w pierwszej pięćdziesiątce na świecie, jednak po wyjątkowo dla niej nieudanym turnieju w Pekinie, w którym straciła 76 punktów rankingowych, wycofała się z gry turniejowej.
Najwyższy wynik rankingowy w karierze osiągnęła 1 stycznia 2001; mając 2437 punktów, zajmowała wówczas 25. miejsce na światowej liście FIDE (oraz jednocześnie 1. na świecie wśród juniorek oraz 8. wśród chińskich szachistek).